# سن-کولومبان، کبک
سن-کولومبان (به فرانسوی: Saint-Colomban) شهرکی در منطقه شهری لا ریوییر-دو-نورد ناحیه لورانتید در استان کبک کانادا است. در سرشماری سال ۲۰۱۱ این شهرک ۹٬۶۲۹ نفر جمعیت داشته‌است و مساحت آن ۹۴٫۲۴ کیلومتر مربع است.